# The National (Papua-Neuguinea)
The National ist eine Tageszeitung in Papua-Neuguinea. Der 1993 gegründete, überregionale, englischsprachige The National gehört dem malaysischen Holzunternehmen Rimbunan Hijau (RH Group). Im ersten Quartal 2010 hatte die Zeitung eine Auflage von 37 291 verkauften Exemplaren, mehr als die zweite Tageszeitung Papua-Neuguineas, der Post-Courier.